# Alexandra Wassiljewna Schukowskaja

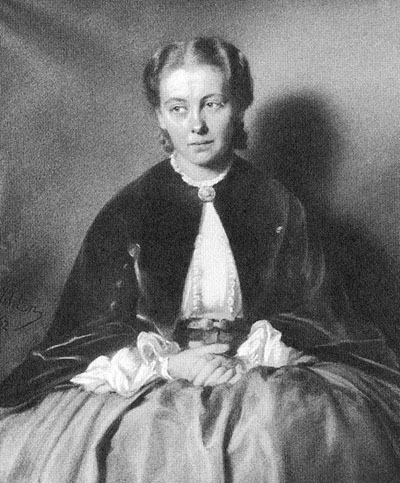
Alexandra Wassiljewna Schukowskaja

Alexandra Wassiljewna Schukowskaja (russisch Александра Васильевна Жуковская, frühere deutsche Umschrift auch Zukoffski; * 11. November 1842 in Düsseldorf; † 26. August 1899 in Wendischbora) war eine russische Hofdame. Sie wurde bekannt durch ihre Verbindung mit dem russischen Großfürsten Alexei Alexandrowitsch Romanow.

## Leben und Wirken
Schukowskaja war die Tochter des Dichters Wassili Andrejewitsch Schukowski und seiner sehr viel jüngeren baltendeutschen Ehefrau Elisabeth von Reutern (1821–1856), der Tochter von Gerhardt Wilhelm von Reutern. 
Nach dem Tod ihres Vaters 1852 in Baden-Baden zog ihre Mutter mit ihr nach St. Petersburg, wo Alexandra, ab 1856 Vollwaise, am Zarenhof aufwuchs. Um 1870 hatte sie eine Liebesbeziehung zu dem acht Jahre jüngeren Großfürsten Alexei, dem vierten Sohn des russischen Zaren Alexander II. (1818–1881) und seiner Frau Prinzessin Marie von Hessen-Darmstadt (Maria Alexandrowna, 1824–1880), einer Tochter des Großherzogs Ludwig II. von Hessen-Darmstadt. Er war ein jüngerer Bruder des Zaren Alexander III. (1845–1894) und ein Onkel des 1918 ermordeten Zaren Nikolaus II. (1868–1918).
Es ist unklar, ob es zu einer morganatischen Ehe kam. Am 26. November 1871 wurde ihr Sohn Alexei in Salzburg geboren. Der Vater des Großfürsten, Zar Alexander II., missbilligte die Beziehung seines Sohnes. Diesem gelang es auch nicht, ihr und dem gemeinsamen Sohn einen russischen Adelstitel zu verschaffen. Am 24. März 1875 wurde sie in San Marino Baroness Seggiano; im selben Jahr heiratete sie am 14. Dezember 1875 in München den sächsischen Leutnant der Reserve Baron Christian-Heinrich von Wöhrmann, den Sohn des gleichnamigen Rittergutsbesitzers Christian-Heinrich von Wöhrmann auf Wendischbora.
Ihr Sohn Alexei erhielt 1884 von seinem Onkel Zar Alexander III. den Titel Graf Belewski. 1901 fügte er den Namen seines Großvaters mütterlicherseits hinzu und nannte sich seitdem Graf Belewski-Schukowski.